# مصطفی رزاق کریمی

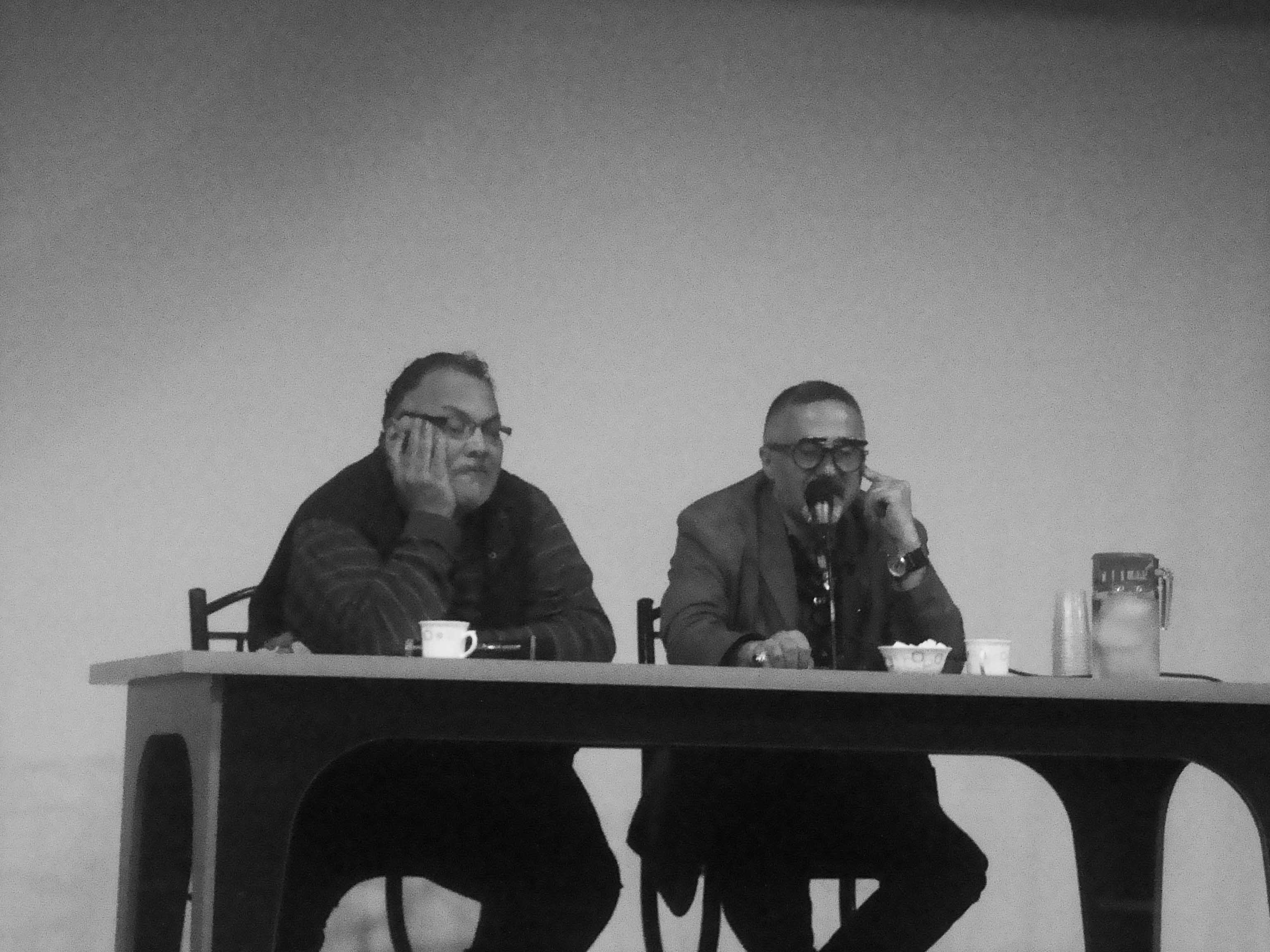
زاون قوکاسیان و مصطفی رزاق کریمی درحاشیه نمایش مستند خاطراتی برای تمام فصول - دانشگاه سپهر

مصطفی رزاق کریمی (۱۳۴۱، تبریز) کارگردان و فیلم‌نامه‌نویس اهل ایران است.

## زندگی‌نامه
مصطفی رزاق کریمی متولد ۱۳۴۱ تبریز، فارغ‌التحصیل معماری از اتریش است. وی فعالیت هنری را سال ۱۳۵۳ با ساخت فیلم‌های کوتاه و مستند به صورت آماتور آغاز کرد و یکی از برجسته‌ترین فعالیت‌هایش ساخت فیلم‌های آموزشی در رابطه با ایدز و به سفارش آموزش و پرورش اتریش بوده که جزو مواد درسی آن کشور شد. او در سال ۱۳۷۰ با دعوت بنیاد سینمایی فارابی به ایران بازگشت و به اتفاق مرتضی رزاق کریمی فیلم‌های متعددی کارگردانی کرد.

## فیلم‌شناسی
- بانو قدس ایران
- حس پنهان - ۱۳۸۵
- خاطراتی برای تمام فصول
- یاد و یادگار - ۱۳۷۹